# 越廼 (福井市)
越廼（こしの）は、福井県福井市の地域。光ブロック(南西部)に属する。越廼村も参照されたい。

## 人口
越廼には2024年1月1日現在965人が住んでおり、世帯数は498世帯。そのうち男性が450人、女性は515人。